# Platz Bar-le-Duc
Der Platz Bar-le-Duc ist einer der größeren Plätze der Stadt Griesheim im hessischen Landkreis Darmstadt-Dieburg. Benannt ist er nach Griesheims Partnerstadt Bar-le-Duc in Frankreich. Er ist die Endstation der Darmstädter Straßenbahnlinien 4 und 9 sowie drei der vier Buslinien der Stadt.

## Lage
Der Platz wird im Süden durch die Wilhelm-Leuschner-Straße (B 26), im Westen durch die Groß-Gerauer Straße und im Osten durch die Schützenstraße abgegrenzt. Im Norden ist der Platz bebaut.

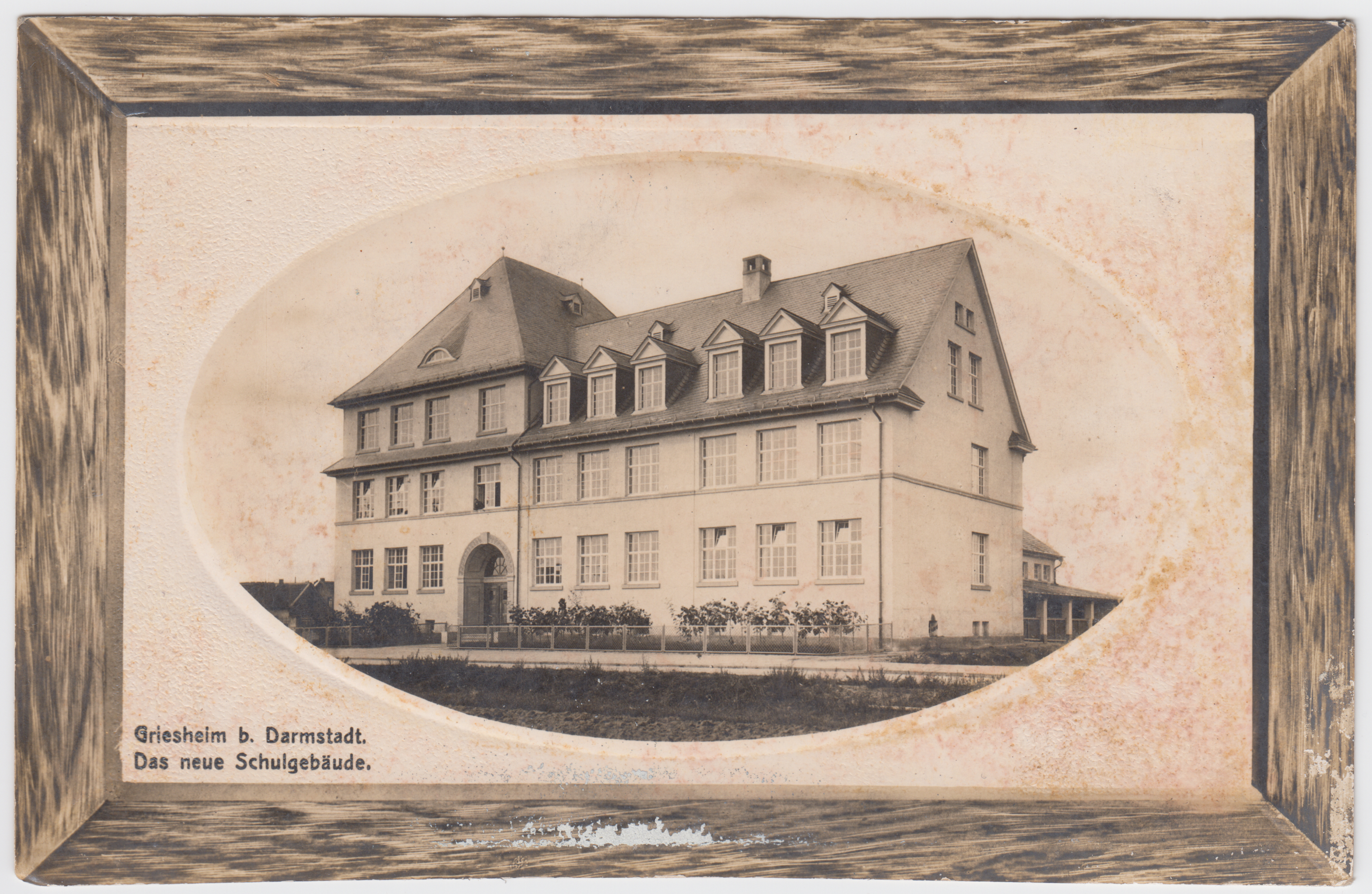
Schulhaus auf einer historischen Ansichtskarte

## Geschichte
Seit 1829/30 stand auf dem heutigen Platz die „Alte Schule“, ein zweigeschossiges kubisches Gebäude mit Walmdach und Dachreiter. Es stand an der Ecke Groß-Gerauer-Straße/Wilhelm-Leuschner-Straße.
Von 1900 bis 1953 war im Gebäude die Griesheimer Gemeindeverwaltung untergebracht.
1973 wurde das Gebäude abgerissen, um Platz für eine Wendeschleife der Darmstädter Straßenbahn zu schaffen, da ab den 1960er Jahren Straßenbahnen nur noch Einrichtungsfahrzeuge waren und ohne die Schleife eine Stilllegung der Bahn ab der Wagenhalle gedroht hätte.
Nur das Kochschulhaus, das heute auf dem Platz steht, und die Horst-Schmidt-Halle, die am Ostrand des Platzes steht, und beide zur Alten Schule gehörten, wurden nicht abgerissen. Die alte Schulglocke hängt heute im Dachreiter des neuen Rathauses, während das alte Zifferblatt in der Remise des Griesheimer Museums steht.
2011 wurde der Platz grundlegend saniert. Die Haltestelle wurde barrierefrei gemacht und ein neues zweites Gleis für die Straßenbahn angelegt. Außerdem wurde ein Bistrocafé eröffnet, die Horst-Schmidt-Halle erneuert und ein kleiner Bachlauf mit Grünflächen angelegt. Doch auch heute ist noch spürbar, dass der Platz seine Entstehung ausschließlich technischen Gründen verdankt und in erster Linie ist er eine Verkehrsanlage.